# 7 (маршрут метро, Нью-Йорк)
7 Flushing Local и 7 Flushing Express — два маршрута Нью-Йоркского метрополитена, проходящие в Куинсе и Манхэттене: обычный (обозначаемый номером в кружочке) и его вариант (идущий экспрессом в Куинсе и обозначаемый номером в поставленном на угол квадратике). Маршруты проходят по линии Флашинг, Ай-ар-ти. На картах, станциях, вагонах и т. д. они обозначаются фиолетовым цветом, поскольку проходят по линии Флашинг.
Маршрут 7 следует от Флашинг — Мейн-стрит в Куинсе до 34-я улица — Хадсон-Ярдс в Манхэттене. Локальный маршрут работает круглосуточно, а экспресс — только в будни, с 6:30 до 22:00: в Манхэттен до полудня, в Куинс после. Экспресс также курсирует в Манхэттен после игр на стадионе Citi Field. Это единственный маршрут в системе Нью-Йоркского метро с подвижным составом из 11 вагонов, больше, чем на других маршрутах.
В некоторых публикациях 7 называют "Международным экспрессом", так как дорога проходит через несколько этнических районов в Куинсе, особенно по Рузвельт-авеню.
Эта линия была последним оплотом для серии поездов Redbird. До 2002 года, подвижной состав был из серии поездов R33/36 World's Fair Version, произведённой St. Louis Car Company. Постепенно их заменили серией R62A, произведённой компанией Bombardier. 3 ноября 2003 года последний Redbird сделал последний путь между Times Square и Mets — Willets Point.
Несколько вагонов Redbird курсируют по линии, декорированные логотипами команды Метс, так как линия идёт мимо Citi Field.

## История маршрута
13 июня 1915 года первый тестовый поезд на IRT Flushing Line прошёл между Grand Central и Vernon Boulevard — Jackson Avenue, полное функционирование началось 22 июня. Следующие 13 лет линия продлевалась по частям, до нынешнего пути между Times Square и Flushing — Main Street.
Обозначение 7 было введено в 1948, на головных вагонах R12. Сегодня этот символ используется на вагонах R62A.
В 2015 году линия была продлена до станции 34-я улица, рядом с конференц-центром имени Джейкоба К. Джейвица.

## Станции
Используемые пути в зависимости от дня недели и времени суток
| От станции включительно | До станции включительно  | 7              | <7>                                          | <7>             |
| От станции включительно | До станции включительно  | Круглосуточно  | Часы пик                                     | Остальное время |
| ----------------------- | ------------------------ | -------------- | -------------------------------------------- | --------------- |
| Флашинг — Мейн-стрит    | 33-я улица — Росон-стрит | локальные пути | экспресс-путь; только в пиковом направлении  | —               |
| Куинсборо-Плаза         | 34-я улица — Хадсон-Ярдс | локальные пути | локальные пути; только в пиковом направлении | —               |

Схема маршрута
| Условные обозначения |
| для дней и часов работы маршрутов (более точно указано во всплывающих подсказках при этих обозначениях): |
| --- |
| круглосуточно круглосуточно, кроме ночи круглосуточно, кроме будней днём (либо часов пик) в пиковом направлении в будни днём (и, возможно, вечером) в будни круглосуточно в часы пик в будни днём (либо в часы пик) в пиковом направлении в будни днём (либо в часы пик) в направлении, обратном пиковому в выходные ночью ночью и в выходные (и, возможно, вечером) нет движения поездов |

|  |
|  |
|  |

| <7> — в часы пик в пиковом направлении · <7> — в часы пик в пиковом направлении |
| Флашинг — Мейн-стрит (LIRR)[англ.]                                              |

| 7 — в часы пик · 7 — в часы пик    |
| Флашинг — Мейн-стрит (LIRR)[англ.] |

|  |
|  |
|  |

| <7> — в часы пик в пиковом направлении · <7> — в часы пик в пиковом направлении |
| Метс — Уиллетс-Пойнт (LIRR)[англ.]                                              |

| 7 — в часы пик · 7 — в часы пик    |
| Метс — Уиллетс-Пойнт (LIRR)[англ.] |

|  |

|  |

|  |

| <7> — в часы пик в пиковом направлении · <7> — в часы пик в пиковом направлении |

| 7 — в часы пик · 7 — в часы пик |

|  |

|  |

|  |

| E — круглосуточно · E — круглосуточно · F — круглосуточно · F — круглосуточно · <F> — в часы пик в пиковом направлении · <F> — в часы пик в пиковом направлении · M — в будни днём и вечером · M — в будни днём и вечером · R — круглосуточно, кроме ночи · R — круглосуточно, кроме ночи | Джексон-Хайтс — Рузвельт-авеню |

|  |

|  |
|  |
|  |

| <7> — в часы пик в пиковом направлении · <7> — в часы пик в пиковом направлении |
| Вудсайд (LIRR)[англ.]                                                           |

| 7 — в часы пик · 7 — в часы пик |
| Вудсайд (LIRR)[англ.]           |

|  |

|  |

|  |

|  |

|  |

| <7> — в часы пик в пиковом направлении · <7> — в часы пик в пиковом направлении · N — круглосуточно · N — круглосуточно · W — в будни днём и вечером до 23:00 · W — в будни днём и вечером до 23:00 |

| 7 — в часы пик · 7 — в часы пик · N — в часы пик · N — в часы пик · W — в часы пик · W — в часы пик |

|  |
|  |
|  |

| <7> — в часы пик в пиковом направлении · <7> — в часы пик в пиковом направлении                 | на той же станции       |
| G — круглосуточно · G — круглосуточно                                                           | Корт-сквер              |
| E — круглосуточно · E — круглосуточно · M — в будни днём и вечером · M — в будни днём и вечером | Корт-сквер — 23-я улица |

| 7 — в часы пик · 7 — в часы пик                                   | на той же станции       |
| G — в часы пик · G — в часы пик                                   | Корт-сквер              |
| E — в часы пик · E — в часы пик · M — в часы пик · M — в часы пик | Корт-сквер — 23-я улица |

|  |
|  |
|  |

| <7> — в часы пик в пиковом направлении · <7> — в часы пик в пиковом направлении |
| Хантерспойнт-авеню (LIRR)[англ.]                                                |

| 7 — в часы пик · 7 — в часы пик  |
| Хантерспойнт-авеню (LIRR)[англ.] |

|  |
|  |
|  |

| <7> — в часы пик в пиковом направлении · <7> — в часы пик в пиковом направлении |
| Лонг-Айленд-Сити (LIRR)[англ.]                                                  |

| 7 — в часы пик · 7 — в часы пик |
| Лонг-Айленд-Сити (LIRR)[англ.]  |

|  |
|  |
|  |
|  |
|  |

| <7> — в часы пик в пиковом направлении · <7> — в часы пик в пиковом направлении | на той же станции               |
| 4 — круглосуточно · 4 — круглосуточно · 5 — круглосуточно, кроме ночи · 5 — круглосуточно, кроме ночи · 6 — круглосуточно · 6 — круглосуточно · <6> — в будни днём в пиковом направлении · <6> — в будни днём в пиковом направлении | Центральный вокзал — 42-я улица |
| S (челнок 42-й улицы) — круглосуточно, кроме ночи · S (челнок 42-й улицы) — круглосуточно, кроме ночи | Центральный вокзал              |
| Центральный вокзал Нью-Йорка |                                 |

| 7 — в часы пик · 7 — в часы пик | на той же станции               |
| 4 — в часы пик · 4 — в часы пик · 5 — в часы пик · 5 — в часы пик · 6 — в часы пик · 6 — в часы пик · <6> — в часы пик в пиковом направлении · <6> — в часы пик в пиковом направлении | Центральный вокзал — 42-я улица |
| S (челнок 42-й улицы) — в часы пик · S (челнок 42-й улицы) — в часы пик | Центральный вокзал              |
| Центральный вокзал Нью-Йорка |                                 |

|  |
|  |
|  |
|  |
|  |
|  |
|  |

| <7> — в часы пик в пиковом направлении · <7> — в часы пик в пиковом направлении | на той же станции                            |
| B — в будни днём и вечером до 23:00 · B — в будни днём и вечером до 23:00 · D — круглосуточно · D — круглосуточно · F — круглосуточно · F — круглосуточно · <F> — в часы пик в пиковом направлении · <F> — в часы пик в пиковом направлении · M — в будни днём и вечером · M — в будни днём и вечером | 42-я улица — Брайант-парк                    |
| 1 — круглосуточно · 1 — круглосуточно · 2 — круглосуточно · 2 — круглосуточно · 3 — круглосуточно · 3 — круглосуточно | Таймс-сквер — 42-я улица                     |
| 7 — круглосуточно · 7 — круглосуточно · <7> — в часы пик в пиковом направлении · <7> — в часы пик в пиковом направлении | Таймс-сквер                                  |
| A — круглосуточно · A — круглосуточно · C — круглосуточно, кроме ночи · C — круглосуточно, кроме ночи · E — круглосуточно · E — круглосуточно | 42-я улица — Автовокзал Портового управления |
| N — круглосуточно · N — круглосуточно · Q — круглосуточно · Q — круглосуточно · R — круглосуточно, кроме ночи · R — круглосуточно, кроме ночи · W — в будни днём и вечером до 23:00 · W — в будни днём и вечером до 23:00                                                                             | Таймс-сквер — 42-я улица                     |
| S (челнок 42-й улицы) — круглосуточно, кроме ночи · S (челнок 42-й улицы) — круглосуточно, кроме ночи | Таймс-сквер                                  |

| 7 — в часы пик · 7 — в часы пик | на той же станции                            |
| B — в часы пик · B — в часы пик · D — в часы пик · D — в часы пик · F — в часы пик · F — в часы пик · <F> — в часы пик в пиковом направлении · <F> — в часы пик в пиковом направлении · M — в часы пик · M — в часы пик | 42-я улица — Брайант-парк                    |
| 1 — в часы пик · 1 — в часы пик · 2 — в часы пик · 2 — в часы пик · 3 — в часы пик · 3 — в часы пик | Таймс-сквер — 42-я улица                     |
| 7 — в часы пик · 7 — в часы пик · <7> — в часы пик в пиковом направлении · <7> — в часы пик в пиковом направлении | Таймс-сквер                                  |
| A — в часы пик · A — в часы пик · C — в часы пик · C — в часы пик · E — в часы пик · E — в часы пик | 42-я улица — Автовокзал Портового управления |
| N — в часы пик · N — в часы пик · Q — в часы пик · Q — в часы пик · R — в часы пик · R — в часы пик · W — в часы пик · W — в часы пик                                                                                   | Таймс-сквер — 42-я улица                     |
| S (челнок 42-й улицы) — в часы пик · S (челнок 42-й улицы) — в часы пик | Таймс-сквер                                  |

|  |
|  |
|  |
|  |
|  |
|  |
|  |
|  |
|  |

| <7> — в часы пик в пиковом направлении · <7> — в часы пик в пиковом направлении | на той же станции                            |
| 1 — круглосуточно · 1 — круглосуточно · 2 — круглосуточно · 2 — круглосуточно · 3 — круглосуточно · 3 — круглосуточно | Таймс-сквер — 42-я улица                     |
| A — круглосуточно · A — круглосуточно · C — круглосуточно, кроме ночи · C — круглосуточно, кроме ночи · E — круглосуточно · E — круглосуточно | 42-я улица — Автовокзал Портового управления |
| N — круглосуточно · N — круглосуточно · Q — круглосуточно · Q — круглосуточно · R — круглосуточно, кроме ночи · R — круглосуточно, кроме ночи · W — в будни днём и вечером до 23:00 · W — в будни днём и вечером до 23:00                                                                             | Таймс-сквер — 42-я улица                     |
| S (челнок 42-й улицы) — круглосуточно, кроме ночи · S (челнок 42-й улицы) — круглосуточно, кроме ночи | Таймс-сквер                                  |
| 7 — круглосуточно · 7 — круглосуточно · <7> — в часы пик в пиковом направлении · <7> — в часы пик в пиковом направлении | Пятая авеню                                  |
| B — в будни днём и вечером до 23:00 · B — в будни днём и вечером до 23:00 · D — круглосуточно · D — круглосуточно · F — круглосуточно · F — круглосуточно · <F> — в часы пик в пиковом направлении · <F> — в часы пик в пиковом направлении · M — в будни днём и вечером · M — в будни днём и вечером | 42-я улица — Брайант-парк                    |
| автовокзал Портового управления[англ.] |                                              |

| 7 — в часы пик · 7 — в часы пик | на той же станции                            |
| 1 — в часы пик · 1 — в часы пик · 2 — в часы пик · 2 — в часы пик · 3 — в часы пик · 3 — в часы пик | Таймс-сквер — 42-я улица                     |
| A — в часы пик · A — в часы пик · C — в часы пик · C — в часы пик · E — в часы пик · E — в часы пик | 42-я улица — Автовокзал Портового управления |
| N — в часы пик · N — в часы пик · Q — в часы пик · Q — в часы пик · R — в часы пик · R — в часы пик · W — в часы пик · W — в часы пик                                                                                   | Таймс-сквер — 42-я улица                     |
| S (челнок 42-й улицы) — в часы пик · S (челнок 42-й улицы) — в часы пик | Таймс-сквер                                  |
| 7 — в часы пик · 7 — в часы пик · <7> — в часы пик в пиковом направлении · <7> — в часы пик в пиковом направлении | Пятая авеню                                  |
| B — в часы пик · B — в часы пик · D — в часы пик · D — в часы пик · F — в часы пик · F — в часы пик · <F> — в часы пик в пиковом направлении · <F> — в часы пик в пиковом направлении · M — в часы пик · M — в часы пик | 42-я улица — Брайант-парк                    |
| автовокзал Портового управления[англ.] |                                              |

|  |

| <7> — в часы пик в пиковом направлении · <7> — в часы пик в пиковом направлении |

| 7 — в часы пик · 7 — в часы пик |

## В культуре
Маршрут 7 линии Флашинг полностью воссоздан в компьютерной игре «World of Subways».